# Arrancourt
Cet article possède des paronymes, voir Harancourt et Arnancourt.
Arrancourt (prononcé [aʁɑ̃kuʁ] ) est une commune française située à cinquante-neuf kilomètres au sud-ouest de Paris dans le département de l'Essonne en région Île-de-France.
Ses habitants sont appelés les Arrancourtois.

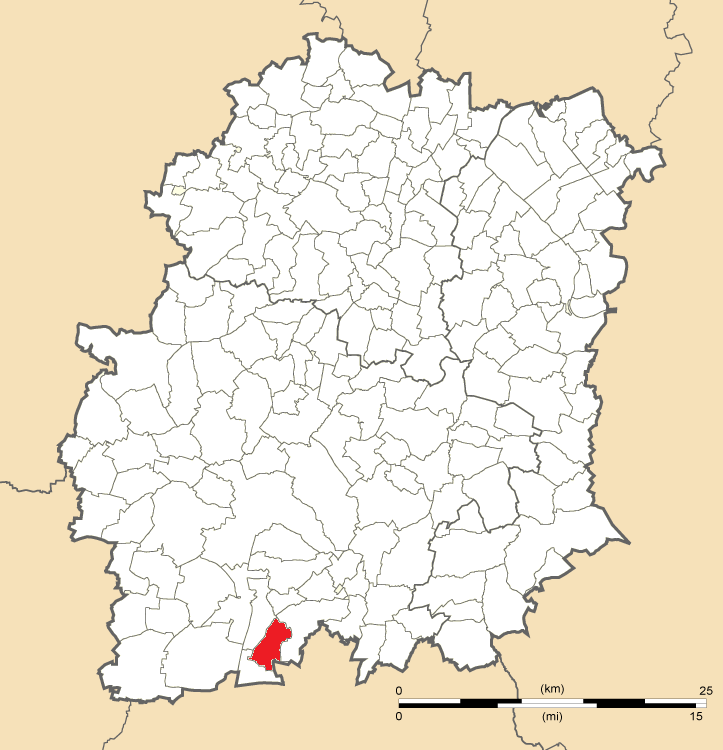
Position d’Arrancourt en Essonne.

## Géographie

### Situation
Arrancourt est située à cinquante-neuf kilomètres au sud-ouest de Paris-Notre-Dame, point zéro des routes de France, trente-neuf kilomètres au sud-ouest d'Évry, dix kilomètres au sud d'Étampes, vingt-et-un kilomètres au sud-ouest de La Ferté-Alais, vingt-trois kilomètres au sud-ouest de Milly-la-Forêt, vingt-quatre kilomètres au sud-est de Dourdan, vingt-huit kilomètres au sud-ouest d'Arpajon, trente-quatre kilomètres au sud-ouest de Montlhéry, trente-huit kilomètres au sud-ouest de Corbeil-Essonnes, quarante-deux kilomètres au sud-ouest de Palaiseau.

### Hydrographie
- L'Éclimont, affluent de la Juine marque la limite nord-est de la commune sur 1,088 km[12]. Son affluent, la Marette y prend sa source.

### Relief et géologie
Le point le plus bas de la commune est situé à soixante-dix-sept mètres d'altitude et le point culminant à cent trente-sept mètres.

### Communes limitrophes
| Saint-Cyr-la-Rivière |                      | Abbéville-la-Rivière |
|                      | Arrancourt           |                      |
| Le Mérévillois       | Pannecières (Loiret) | Sermaises (Loiret)   |

### Lieux-dits et écarts
La commune compte 36 lieux-dits administratifs répertoriés consultables ici.

### Voies de communication et transports
La commune est desservie par la ligne de bus 318 du réseau de bus Essonne Sud Ouest, qui relie Saint-Cyr-la-Rivière à Étampes.

### Lieux-dits, écarts et quartiers
- La Garenne, la ferme du Grand-Villers.

### Climat
Pour des articles plus généraux, voir Climat de l'Île-de-France et Climat de l'Essonne.
En 2010, le climat de la commune est de type climat océanique dégradé des plaines du Centre et du Nord, selon une étude du CNRS s'appuyant sur une série de données couvrant la période 1971-2000. En 2020, Météo-France publie une typologie des climats de la France métropolitaine dans laquelle la commune est exposée à un climat océanique altéré et est dans la région climatique Sud-ouest du bassin Parisien, caractérisée par une faible pluviométrie, notamment au printemps (120 à 150 mm) et un hiver froid (3,5 °C).
Pour la période 1971-2000, la température annuelle moyenne est de 11 °C, avec une amplitude thermique annuelle de 15,3 °C. Le cumul annuel moyen de précipitations est de 658 mm, avec 10,6 jours de précipitations en janvier et 7,4 jours en juillet. Pour la période 1991-2020, la température moyenne annuelle observée sur la station météorologique la plus proche, située sur la commune de Boigneville à 16 km à vol d'oiseau, est de 11,5 °C et le cumul annuel moyen de précipitations est de 615,6 mm,. Pour l'avenir, les paramètres climatiques de la commune estimés pour 2050 selon différents scénarios d'émission de gaz à effet de serre sont consultables sur un site dédié publié par Météo-France en novembre 2022.

## Urbanisme

### Typologie
Au 1er janvier 2024, Arrancourt est catégorisée commune rurale à habitat dispersé, selon la nouvelle grille communale de densité à sept niveaux définie par l'Insee en 2022.
Elle est située hors unité urbaine. Par ailleurs la commune fait partie de l'aire d'attraction de Paris, dont elle est une commune de la couronne,. Cette aire regroupe 1 929 communes,.

### Occupation des solssimplifiée
Le territoire de la commune se compose en 2017 de 97,86 % d'espaces agricoles, forestiers et naturels, 0,95 % d'espaces ouverts artificialisés et 1,19 % d'espaces construits artificialisés.

## Toponymie
L'étymologie du nom d'Arrancourt est incertaine. La commune fut créée en 1793 avec le nom orthographié comme aujourd'hui.

## Histoire
Le site était occupé dès l'époque mérovingienne, car en 1927, le comte de Saint-Périer, alerté par un agriculteur du village, mit au jour la sépulture d'une femme d'environ 40 ans, contenant quelques objets rouillés et méconnaissables, mais aussi une jarre contenant sept paires de chaussettes en parfait état de conservation, longtemps conservées au musée d'Étampes.

## Politique et administration

### Politique locale
La commune d'Arrancourt est rattachée au canton d'Étampes, à l'arrondissement d’Étampes et à la deuxième circonscription de l'Essonne.
La commune de est enregistrée au répertoire des entreprises sous le code SIREN 219 100 229. Son activité est enregistrée sous le code APE 8411Z.

### Tendances et résultats politiques
Élections présidentielles, résultats des deuxièmes tours :
- Élection présidentielle de 2002 : 68,82 % pour Jacques Chirac (RPR), 31,18 % pour Jean-Marie Le Pen (FN), 90,38 % de participation[30].
- Élection présidentielle de 2007 : 59,76 % pour Nicolas Sarkozy (UMP), 40,24 % pour Ségolène Royal (PS), 84,62 % de participation[31].
- Élection présidentielle de 2012 : 61,18 % pour Nicolas Sarkozy (UMP), 38,82 % pour François Hollande (PS), 89,90 % de participation[32].

Élections législatives, résultats des deuxièmes tours :
- Élections législatives de 2002 : 65,71 % pour Franck Marlin (UMP), 34,29 % pour Gérard Lefranc (PCF), 68,93 % de participation[33].
- Élections législatives de 2007 : 57,97 % pour Franck Marlin (UMP) élu au premier tour, 11,59 % pour Béatrice Terres (UDF), 67,31 % de participation[34].
- Élections législatives de 2012 : 63,89 % pour Franck Marlin (UMP), 36,11 % pour Béatrice Pèrié (PS), 75,76 % de participation[35].

Élections européennes, résultats des deux meilleurs scores :
- Élections européennes de 2004 : 20,34 % pour Harlem Désir (PS), 15,25 % pour Patrick Gaubert (UMP) et Marine Le Pen (FN), 53,57 % de participation[36].
- Élections européennes de 2009 : 18,33 % pour Michel Barnier (UMP), 16,67 % pour Daniel Cohn-Bendit (Les Verts), 60,00 % de participation[37].

Élections régionales, résultats des deux meilleurs scores :
- Élections régionales de 2004 : 43,02 % pour Jean-François Copé (UMP), 33,72 % pour Jean-Paul Huchon (PS), 79,09 % de participation[38].
- Élections régionales de 2010 : 54,90 % pour Valérie Pécresse (UMP), 45,10 % pour Jean-Paul Huchon (PS), 58,76 % de participation[39].

Élections cantonales, résultats des deuxièmes tours :
- Élections cantonales de 2004 : 64,71 % pour Franck Marlin (UMP), 35,29 % pour Patrice Chauveau (PCF), 79,09 % de participation[40].
- Élections cantonales de 2011 : 84,00 % pour Guy Crosnier (UMP), 16,00 % pour Jacques Met (FN), 55,88 % de participation[41].

Élections municipales, résultats des deuxièmes tours :
- Élections municipales de 2001 : données manquantes.
- Élections municipales de 2008 : 69 voix pour Denis Yannou (DVD), 68 voix pour Christine Guezard (?), 88,35 % de participation[42].

Référendums :
- Référendum de 2000 relatif au quinquennat présidentiel : 75,00 % pour le Oui, 25,00 % pour le Non, 47,00 % de participation[43].
- Référendum de 2005 relatif au traité établissant une Constitution pour l'Europe : 61,18 % pour le Non, 38,82 % pour le Oui, 77,48 % de participation[44].

## Population et société

### Démographie

#### Évolution démographique
L'évolution du nombre d'habitants est connue à travers les recensements de la population effectués dans la commune depuis 1793. Pour les communes de moins de 10 000 habitants, une enquête de recensement portant sur toute la population est réalisée tous les cinq ans, les populations de référence des années intermédiaires étant quant à elles estimées par interpolation ou extrapolation. Pour la commune, le premier recensement exhaustif entrant dans le cadre du nouveau dispositif a été réalisé en 2005.

En 2022, la commune comptait 119 habitants, en évolution de −19,59 % par rapport à 2016 (Essonne : +2,89 %, France hors Mayotte : +2,11 %).
| 1793 | 1800 | 1806 | 1821 | 1831 | 1836 | 1841 | 1846 | 1851 |
| ---- | ---- | ---- | ---- | ---- | ---- | ---- | ---- | ---- |
| 105  | 118  | 108  | 108  | 113  | 120  | 101  | 108  | 112  |

| 1856 | 1861 | 1866 | 1872 | 1876 | 1881 | 1886 | 1891 | 1896 |
| ---- | ---- | ---- | ---- | ---- | ---- | ---- | ---- | ---- |
| 106  | 113  | 104  | 95   | 97   | 98   | 88   | 84   | 76   |

| 1901 | 1906 | 1911 | 1921 | 1926 | 1931 | 1936 | 1946 | 1954 |
| ---- | ---- | ---- | ---- | ---- | ---- | ---- | ---- | ---- |
| 78   | 80   | 71   | 56   | 76   | 69   | 64   | 75   | 77   |

| 1962 | 1968 | 1975 | 1982 | 1990 | 1999 | 2005 | 2006 | 2010 |
| ---- | ---- | ---- | ---- | ---- | ---- | ---- | ---- | ---- |
| 60   | 61   | 68   | 77   | 100  | 133  | 138  | 136  | 128  |

| 2015 | 2020 | 2022 | - | - | - | - | - | - |
| ---- | ---- | ---- | - | - | - | - | - | - |
| 147  | 126  | 119  | - | - | - | - | - | - |

#### Pyramide des âges
En 2018, le taux de personnes d'un âge inférieur à 30 ans s'élève à 28,6 %, soit en dessous de la moyenne départementale (39,9 %). À l'inverse, le taux de personnes d'âge supérieur à 60 ans est de 33,3 % la même année, alors qu'il est de 20,1 % au niveau départemental.
En 2018, la commune comptait 78 hommes pour 65 femmes, soit un taux de 54,55 % d'hommes, largement supérieur au taux départemental (48,98 %).
Les pyramides des âges de la commune et du département s'établissent comme suit.
| Hommes | Classe d’âge | Femmes |
| ------ | ------------ | ------ |
| 0,0    | 90 ou +      | 0,0    |
| 8,7    | 75-89 ans    | 8,8    |
| 29,0   | 60-74 ans    | 19,3   |
| 18,8   | 45-59 ans    | 24,6   |
| 14,5   | 30-44 ans    | 19,3   |
| 15,9   | 15-29 ans    | 12,3   |
| 13,0   | 0-14 ans     | 15,8   |

| Hommes | Classe d’âge | Femmes |
| ------ | ------------ | ------ |
| 0,5    | 90 ou +      | 1,4    |
| 5,4    | 75-89 ans    | 7,2    |
| 12,9   | 60-74 ans    | 13,9   |
| 20     | 45-59 ans    | 19,4   |
| 19,9   | 30-44 ans    | 20,1   |
| 20     | 15-29 ans    | 18,2   |
| 21,3   | 0-14 ans     | 19,8   |

### Enseignement
Arrancourt dépend de l'académie de Versailles. Elle ne dispose d'aucun établissement scolaire sur son territoire.

### Lieux de culte
Arrancourt dépend de la paroisse catholique Saint-Julien d'Abbéville-la-Rivière. La commune est dépourvue d'église depuis 1939, année où l'ancienne église Saint-Pierre est détruite du fait de sa vétusté.

### Médias
L'hebdomadaire Le Républicain relate les informations locales. La commune est en outre dans le bassin d'émission des chaînes de télévision France 3 Paris Île-de-France Centre, IDF1 et Téléssonne intégré à Télif.

## Économie
- Exploitations agricoles.

### Emplois, revenus et niveau de vie
| Répartition des emplois par catégories socioprofessionnelles en 2006. |              |                                           |                                                   |                            |                          |                           |
|                                                                       | Agriculteurs | Artisans, commerçants, chefs d’entreprise | Cadres et professions intellectuelles supérieures | Professions intermédiaires | Employés                 | Ouvriers                  |
| Arrancourt                                                            | -            | -                                         | -                                                 | -                          | -                        | -                         |
| Zone d’emploi d’Étampes                                               | 1,8 %        | 6,2 %                                     | 15,1 %                                            | 24,9 %                     | 27,2 %                   | 24,8 %                    |
| Moyenne nationale                                                     | 2,2 %        | 6,0 %                                     | 15,4 %                                            | 24,6 %                     | 28,7 %                   | 23,2 %                    |
| Répartition des emplois par secteurs d’activités en 2006.             |              |                                           |                                                   |                            |                          |                           |
|                                                                       | Agriculture  | Industrie                                 | Construction                                      | Commerce                   | Services aux entreprises | Services aux particuliers |
| Arrancourt                                                            | -            | -                                         | -                                                 | -                          | -                        | -                         |
| Zone d’emploi d’Étampes                                               | 2,9 %        | 16,1 %                                    | 6,7 %                                             | 14,8 %                     | 9,2 %                    | 5,8 %                     |
| Moyenne nationale                                                     | 3,5 %        | 15,2 %                                    | 6,4 %                                             | 13,3 %                     | 13,3 %                   | 7,6 %                     |
| Sources : Insee,                                                      |              |                                           |                                                   |                            |                          |                           |

## Culture locale et patrimoine

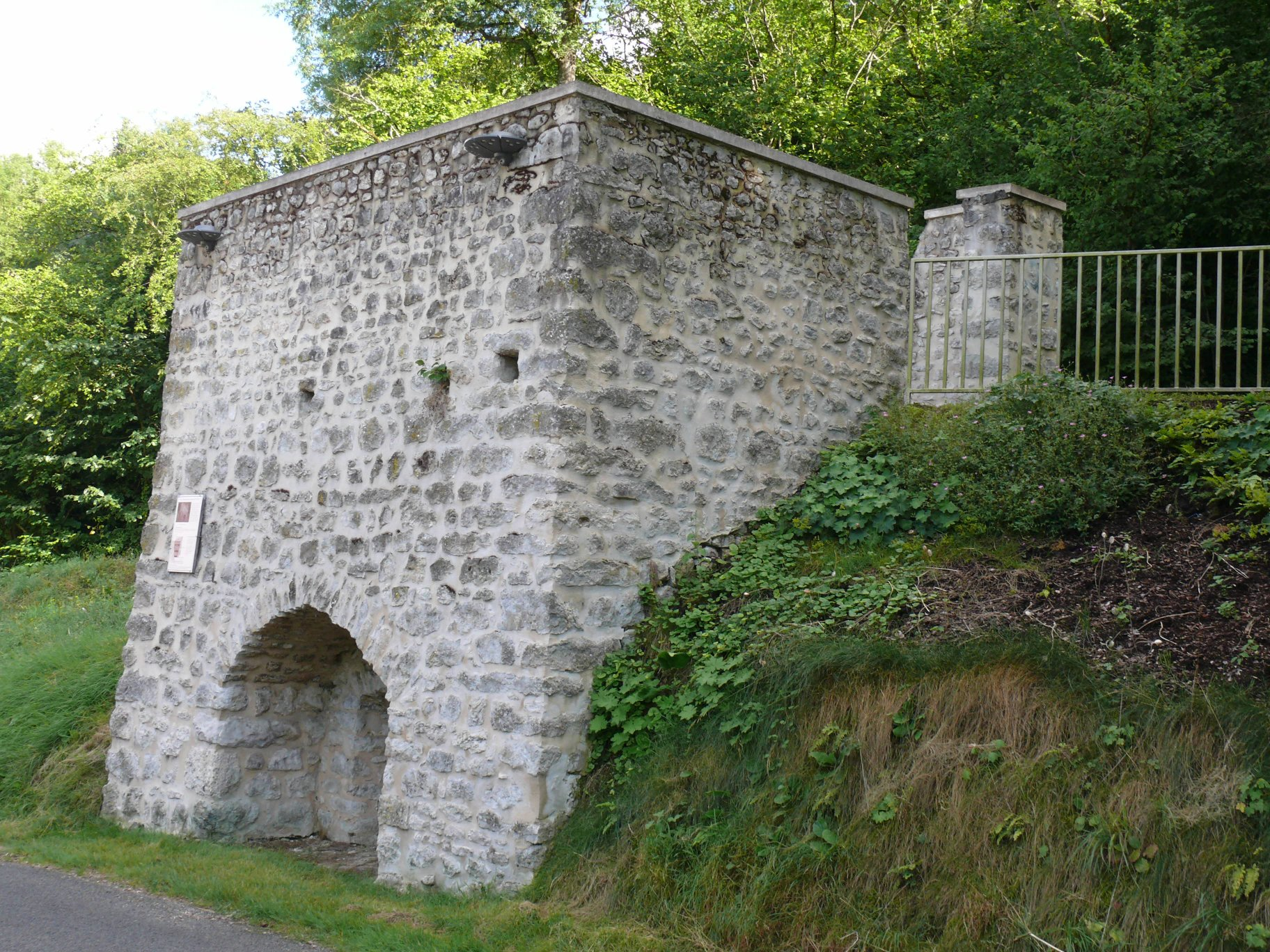
L'ancien four à chaux.

### Patrimoine environnemental
Les berges de l'Éclimont et les bois qui les entourent ont été recensés au titre des espaces naturels sensibles par le conseil départemental de l'Essonne.

### Patrimoine architectural
- Vestiges d'un four à chaux.

### Héraldique
| Blason de Arrancourt | Blason  | D'argent à la barre ondée d'azur accompagnée en chef d'une gerbe de blé d'or liée de gueules et en pointe d'un chêne de sinople englanté d'or. |
| Blason de Arrancourt | Détails | Adopté par la municipalité. |